# Rivière à François
Rivière à François är ett vattendrag i Kanada.   Det ligger i provinsen Québec, i den östra delen av landet, 600 km nordost om huvudstaden Ottawa.
I omgivningarna runt Rivière à François växer i huvudsak barrskog. Trakten runt Rivière à François är nära nog obefolkad, med mindre än två invånare per kvadratkilometer.